# Secrétariat aux Affaires étrangères du Mexique
Pour les articles homonymes, voir Ministère des Affaires étrangères.

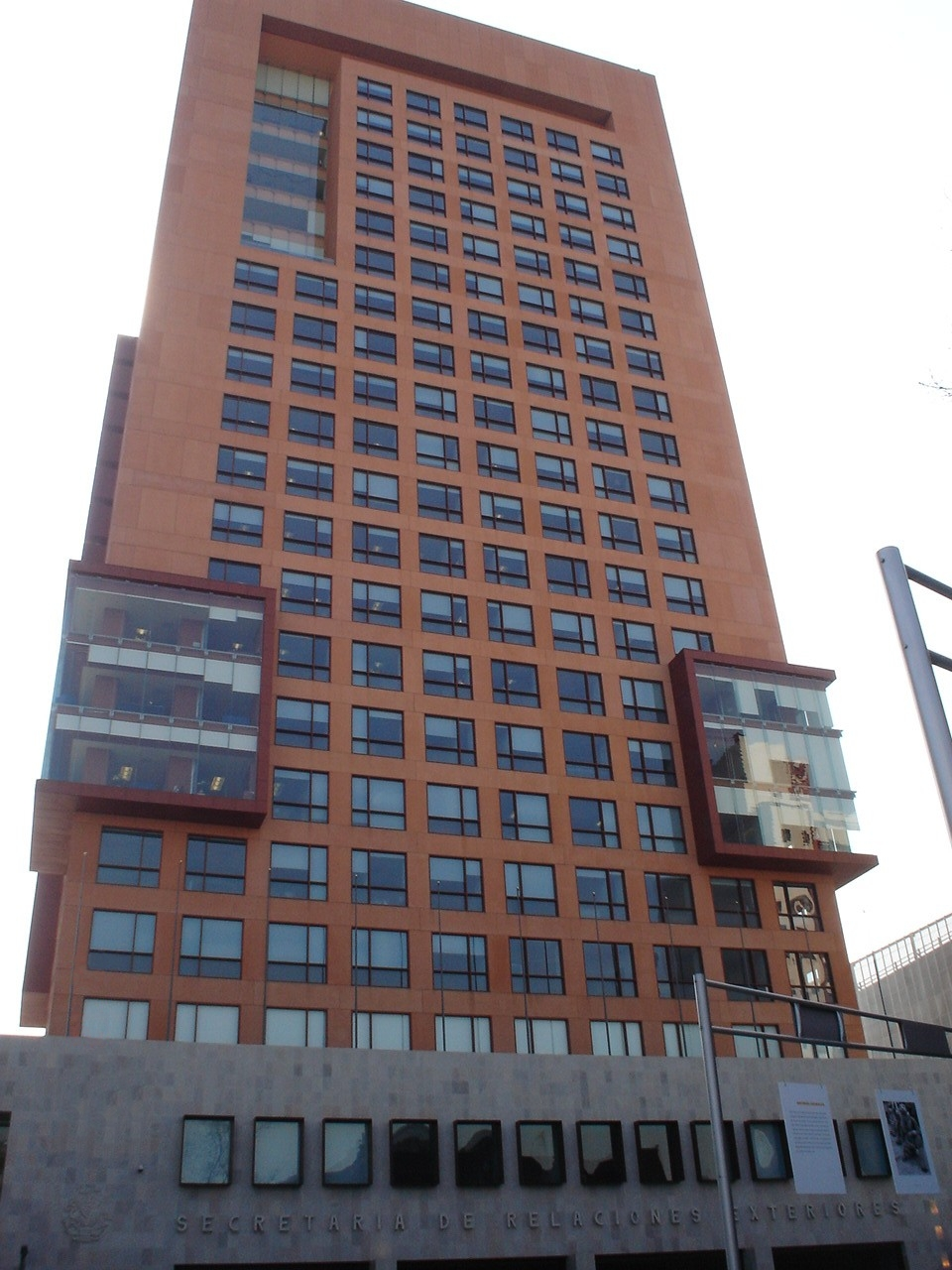
Siège du SRE.

Le secrétariat aux Relations extérieures (en espagnol : Secretaría de Relaciones Exteriores), abrégé « SRE », est l'un des départements ministériels du cabinet présidentiel du Mexique.

## Liste des secrétaires
| - Gouvernement Antonio López de Santa Anna - (1853 - 1853) : Lucas Alamán - (1853 - 1853) : José Miguel Arroyo - (1853 - 1855) : Manuel Díez de Bonilla - Gouvernement Martín Carrera - (1855 - 1855) : José Miguel Arroyo - Gouvernement Rómulo Díaz de la Vega - (1855 - 1855) : José Miguel Arroyo - Gouvernement Juan Nepomuceno Álvarez - (1855 - 1855) : Melchor Ocampo - (1855 - 1855) : Miguel María Arrioja - Gouvernement Ignacio Comonfort - (1855 - 1855) : Lucas de Palacio y Magarola - (1855 - 1856) : Luis de la Rosa - (1856 - 1856) : Juan Antonio de la Fuente - (1856 - 1856) : Miguel Lerdo de Tejada - (1856 - 1857) : Lucas de Palacio y Magarola - (1857 - 1857) : Ezequiel Montes - (1857 - 1857) : Lucas de Palacio y Magarola - (1857 - 1857) : Juan Antonio de la Fuente - (1857 - 1857) : Sebastián Lerdo de Tejada - (1857 - 1857) : Lucas de Palacio y Magarola - (1857 - 1857) : Juan Antonio de la Fuente - (1857 - 1858) : Lucas de Palacio y Magarola - Gouvernement Félix María Zuloaga - (1858 - 1858) : Luis G. Cuevas - (1858 - 1858) : Joaquín María de Castillo - (1859 - 1859) : Joaquín María de Castillo - Gouvernement Manuel Robles Pezuela - (1858 - 1859) : Joaquín María de Castillo - Gouvernement José Mariano Salas - (1859 - 1859) : Joaquín María de Castillo - Gouvernement Miguel Miramón - (1859 - 1859) : Joaquín María de Castillo - (1859 - 1859) : José Miguel Arroyo - (1859 - 1859) : Manuel Díez de Bonilla - (1859 - 1860) : Octaviano Muñoz Ledo - (1860 - 1860) : José Miguel Arroyo - (1860 - 1860) : Teodosio Lares - Gouvernement José Ignacio Pavón - (1860 - 1860) : José Miguel Arroyo - Gouvernement Maximilien Ier - (1863 - 1864) : José Miguel Arroyo - (1864 - 1865) : José Fernando Ramírez - (1865 - 1866) : Martín de Castillo - (1866 - 1866) : Luis de Arroyo - (1866 - 1867) : Juan N. de Pereda - (1867 - 1867) : Tomás Murphy - Gouvernement Benito Juárez - (1858 - 1859) : Melchor Ocampo - (1859 - 1859) : Juan Antonio de la Fuente - (1859 - 1860) : Melchor Ocampo - (1860 - 1860) : Santos Degollado - (1860 - 1860) : José de Emparán - (1860 - 1861) : Melchor Ocampo - (1861 - 1861) : Juan de Dios Arias - (1861 - 1861) : Francisco Zarco - (1861 - 1861) : Lucas de Palacio y Magarola - (1861 - 1861) : León Guzmán - (1861 - 1861) : Lucas de Palacio y Magarola - (1861 - 1861) : Manuel María de Zamacona - (1861 - 1861) : Juan de Dios Arias - (1861 - 1862) : Manuel Doblado - (1862 - 1862) : Jesús Terán - (1862 - 1862) : Manuel Doblado - (1862 - 1862) : Juan de Dios Arias - (1862 - 1863) : Juan Antonio de la Fuente - (1863 - 1863) : Manuel Doblado - (1863 - 1868) : Sebastián Lerdo de Tejada - (1868 - 1868) : Manuel Azpíroz - (1868 - 1871) : Sebastián Lerdo de Tejada - (1871 - 1871) : Manuel Azpíroz - (1871 - 1872) : Ignacio Mariscal - (1872 - 1872) : José María Lafragua - Gouvernement Sebastián Lerdo de Tejada - (1872 - 1875) : José María Lafragua - (1875 - 1876) : Juan de Dios Arias - (1876 - 1876) : Manuel Romero Rubio - Gouvernement Porfirio Díaz - (1877 - 1878) : Ignacio Luis Vallarta - (1878 - 1878) : José María Malta - (1878 - 1879) : Eleuterio Ávila - (1879 - 1880) : Miguel Ruelas - (1884 - 1885) : José Fernández - (1885 - 1910) : Ignacio Mariscal - (1910 - 1910) : Federico Gamboa - (1911 - 1911) : Enrique C. Creel - (1911 - 1911) : Victoriano Salado Álvarez - (1911 - 1911) : Francisco León de la Barra - Gouvernement Juan Nepomuceno Méndez - (1876 - 1877) : Ignacio Luis Vallarta - Gouvernement Manuel González - (1880 - 1883) : Ignacio Mariscal - (1884 - 1884) : José Fernández | - Gouvernement Francisco León de la Barra - (1911 - 1911) : Bartolomé Carvajal y Rosas - Gouvernement Francisco I. Madero - (1911 - 1912) : Manuel Calero - (1912 - 1913) : Pedro Lascuráin Paredes - Gouvernement Pedro Lascuráin Paredes - (1913 - 1913) : Pedro Lascuráin Paredes - Gouvernement Victoriano Huerta - (1913 - 1913) : Francisco León de la Barra - (1913 - 1913) : Carlos Pereyra - (1913 - 1913) : Manuel Garza Aldape - (1913 - 1913) : Federico Gamboa - (1913 - 1913) : Antonio de la Peña y Reyes - (1913 - 1914) : Querido Moheno - (1914 - 1914) : José López Portillo y Rojas - (1914 - 1914) : Roberto Esteva Ruiz - (1914 - 1914) : Francisco Carbajal - Gouvernement Francisco Carvajal - (1914 - 1914) : Rafael Díaz Iturbide - Gouvernement Venustiano Carranza - (1914 - 1914) : Isidro Fabela - (1914 - 1915) : Jesús Urueta y Siqueiros - (1915 - 1916) : Jesús Mario Acuña Fadul - (1916 - 1917) : Cándido Aguilar - (1917 - 1917) : Ernesto Garza Pérez - Gouvernement Adolfo de la Huerta - (1920 - 1920) : Miguel Covarrubias Acosta - (1920 - 1920) : Cutberto Hidalgo Téllez - Gouvernement Álvaro Obregón - (1920 - 1921) : Cutberto Hidalgo Téllez - (1921 - 1923) : Alberto J. Pani - (1923 - 1924) : Aarón Sáenz Garza - Gouvernement Plutarco Elías Calles - (1924 - 1927) : Aarón Sáenz Garza - (1927 - 1928) : Genaro Estrada Félix - Gouvernement Emilio Portes Gil - (1928 - 1930) : Genaro Estrada Félix - Gouvernement Pascual Ortiz Rubio - (1930 - 1932) : Genaro Estrada Félix - (1932 - 1932) : Manuel C. Téllez - Gouvernement Abelardo L. Rodríguez - (1932 - 1934) : Manuel C. Téllez - Gouvernement Lázaro Cárdenas del Río - (1934 - 1935) : Emilio Portes Gil - (1935 - 1935) : José Ángel Ceniseros - (1935 - 1940) : Eduardo Hay - Gouvernement Manuel Ávila Camacho - (1940 - 1945) : Ezequiel Padilla - (1945 - 1945) : Ernesto Hidalgo - (1945 - 1946) : Francisco Castillo Najera - Gouvernement Miguel Alemán - (1946 - 1948) : Jaime Torres Bodet - (1948 - 1952) : Manuel Tello Barraud - Gouvernement Adolfo Ruiz Cortines - (1952 - 1958) : Luis Padilla Nervo - Gouvernement Adolfo López Mateos - (1958 - 1964) : Manuel Tello Barraud - Gouvernement Gustavo Díaz Ordaz - (1964 - 1970) : Antonio Carrillo Flores - Gouvernement Luis Echeverría - (1970 - 1975) : Emilio Ó. Rabasa - (1975 - 1976) : Alfonso García Robles - Gouvernement José López Portillo - (1976 - 1979) : Santiago Roel García - (1979 - 1982) : Jorge Castañeda y Álvarez de la Rosa - Gouvernement Miguel de la Madrid - (1982 - 1988) : Bernardo Sepúlveda Amor - Gouvernement Carlos Salinas de Gortari - (1988 - 1993) : Ángel Fernando Solana Morales - (1993 - 1994) : Manuel Camacho Solís - (1994 - 1994) : Manuel Tello Macías - Gouvernement Ernesto Zedillo - (1994 - 1998) : José Ángel Gurría - (1998 - 2000) : Rosario Green - Gouvernement Vicente Fox - (2000 - 2003) : Jorge Castañeda Gutman - (2003 - 2006) : Luis Ernesto Derbez - Gouvernement Felipe Calderón Hinojosa - (2006 - 2012) : Patricia Espinosa Cantellano - Gouvernement Enrique Peña Nieto - (2012 - 2015) : José Antonio Meade Kuribreña - (2015 - 2017) : Claudia Ruiz Massieu - (2017 - 2018) : Luis Videgaray Caso - Gouvernement Andrés Manuel López Obrador - (2018 - 2023) : Marcelo Ebrard - (2023 - 2024) : Alicia Bárcena Ibarra - Gouvernement Claudia Sheinbaum - (2024 - ) : Juan Ramón de la Fuente |